# Харада, Ясуо
Ясуо Харада (яп. 原田泰夫 Харада Ясуо, 1 января 1923 — 11 июля 2004) — японский профессиональный сёгист 9 дана, ученик Дзиро Като 9 дана. Глава Японской ассоциации сёги в 1961—1967 годы.
По стилю — универсальный игрок; играл все дебюты.

## Биография
Родился Харада в уезде Нисикамбара префектуры Ниигата (нынешний город Цубаме), 1 января 1923 года. С 10 лет, впечатлённый игрой основателя Японской ассоциации сёги мэйдзина Сэкинэ Киндзиро, стремился стать профессиональным игроком в сёги. В 1937 году стал учеником Дзиро Като, 9 дана. В апреле 1944 года достиг уровня 4 дана, но сразу же после этого был призван в армию и отправлен в Южный Китай, под Гонконг.

— Чем Вы занимались?

— Я был профессиональным сёгистом.

— Ах вот как, наездником? Отправитесь в кавалерийский полк!

— Нет, это ошибка…
Я был совершенно сконфужен. Разумеется, я знал, как ходит конь, и о силе лошади (дракона), но это же были фигурки сёги! Живых лошадей я ежедневно видел в деревне, когда был ребёнком, но в Токио я учился на профессионального сёгиста, и поэтому давно их не видел. Как ездить на лошади и как с ней обращаться, я не знал. Зачислять в кавалерийский полк меня было нельзя. // «Заметки о Хараде Ясуо», часть 5.

Вскоре отряд, в котором Харада служил, был разбит, однако Харада уцелел и, уже без оружия, занялся распространением сёги в Китае, 10 месяцев ожидая демобилизационного корабля.
Вернувшись в Японию, он продолжил профессионально заниматься сёги, в 1948 году достиг 7 дана, и в этом же году женился на дочери военного, Эйко. С 1949 года в доме, в котором они проживали, Харада устроил занятия Сёрэйкай (после войны, вплоть до 1949 года, у Японской ассоциации сёги не было даже помещения в разбомбленном Токио для проведения учебных занятий, да впрочем и собственного здания, так как размещалась она тогда в старом здании стадиона Коракуэн).
В 1961 году, в возрасте 38 лет, был назначен главой Японской ассоциации сёги. Это назначение он воспринял трудно, и стремился от него отказаться, так как занятия делами Ассоциации вынуждали его бросить карьеру профессионального игрока на её пике. На посту президента, помимо традиционной деятельности, организовал детские курсы для сёги и, впервые в истории сёги, профессиональную организацию для сёгисток и первые женские сёгистские матчи. В 1967 году, преодолевая сопротивление коллег, он всё же бросил этот пост, вернулся к профессиональной карьере, и несмотря на то, что его пиковый возраст как сёгиста уже прошёл, смог ненадолго повыситься из лиги B2 в лигу A (высшую).
В 1982 году вышел в отставку, однако деятельность, связанную с сёги, не прекратил. За свою жизнь он прочитал более тысячи лекций о сёги, воспитал 5 профессиональных игроков; был известным каллиграфом и составителем цумэ-сёги (сборники его задач переиздаются и в XXI веке).
В 1998—2000 годы участвовал в поездках делегаций профессиональных игроков в Шанхай, Пекин, Москву и Санкт-Петербург (на 2022 год они так и остались единственными визитами Японской ассоциации сёги такого уровня в Россию). Умер в 2004 году.
В 2008—2009 годы журнал «Мир сёги» опубликовал в память о Хараде серию из 11 статей о его жизни и деятельности.

## Победы в значимых турнирах
Харада не завоёвывал титулов сёги, однако становился чемпионом в некоторых значимых профессиональных турнирах:
- Кубок корпорации NHK (NHK杯テレビ将棋トーナメント) 1956 года,
- Кубок газеты Нихон симбун (東京新聞社杯高松宮賞争奪将棋選手権戦) 1959 года,
- «Турнир сильнейших» (最強者決定戦) 1973 года.